# Luchthaven Pevek
Luchthaven Pevek (Russisch: Аэропорт Певек) of luchthaven Pevek-Apapelgino (Аэропорт Певек-Апапельгино) is een vliegveld op 17 kilometer ten noordoosten van de stad Pevek (en 7478 kilometer ten oosten van Moskou), bij de verlaten plaats Apapelgino, in het district Tsjaoenski van de Russische autonome okroeg Tsjoekotka.
De luchthaven ligt naast het in 2001 opgeheven dorp Apapelgino en heeft een busverbinding (20-30 minuten) met Pevek, waar ook het luchthavenpersoneel woont.

## Geschiedenis
Luchthaven Pevek wordt wel de 'Westelijke Poort' van Tsjoekotka genoemd. Het eerste vliegtuig dat het luchtruim van Tsjoekotka aandeed was in 1926 de F 13 van Otto Kalvits, die opsteeg van de stoomboot Stavropol naar het eiland Wrangel. In 1934 werd in het kader van de openstelling van de Noordelijke Zeeroute ook een plan gemaakt voor de aanleg van vliegbases erlangs om het Hoge Noorden van de Sovjet-Unie te beschermen tegen Amerikaanse aanvallen. In 1936 werd de eerste landing uitgevoerd met een U-2 door piloot M.N. Kaminski in Pevek op een 300 meter lange geïmproviseerde landingsbaan; een weg in Pevek, waarbij de vleugels op slechts 10 meter van de gebouwen langsscheerden. Daarmee begon in zekere zin de geschiedenis van de luchthaven.
Hetzelfde jaar voerde Kaminski in maart een landing uit op een landtong aan de monding van de rivier Apapelgin, de plek van de huidige luchthaven. Deze plek bleek geschikt voor de aanleg van een landingshaven; de strook was lang en breed genoeg (ongeveer een kilometer breed en ruim 2 kilometer lang) en de rivier zette er reeds lang zand en kiezels af, zodat voor afkalving niet hoefde te worden gevreesd. Hoewel er ook moerassige plekken, riviertjes en andere onstabiele gedeelten waren, bleken deze eenvoudig op te vullen, zodat er eenvoudig een geïmproviseerde startbaan van kon worden gemaakt, min of meer geschikt voor typen als U-2, R-5, R-6 en G-1. Volgens een verhaal van de eerste directeur van luchthaven Pevek Igor Ardamatski kan augustus 1939 worden gezien als het startmoment van de luchthaven. Deze ging van start met zes medewerkers, die opereerden vanuit een kantoor in Pevek. In de zomer werd er geland met waterski's op de lagune bij Pevek. In de winter werd er geland bij de Apapelgin op ski's.
In 1940 en 1941 kwamen er ook vliegtuigen met wielen als onderstel naar Pevek; de Li-2 en de Il-12. Hiervoor diende de luchthaven een verharde startbaan te krijgen, die daarop bij gebrek aan geld met kiezels werd aangelegd bij de Apapelgin. Deze bleek echter gevaarlijk te zijn voor de vaak overladen vliegtuigen en vaker werd er dan ook opgestegen vanaf het ijs bij Pevek. De startbaan bij de Apapelgin werd daarop verder uitgebreid na de Tweede Wereldoorlog en in 1948 vormde ze de belangrijkste vliegbaan van de stad. In 1949 werd de luchthaven Pevek uiteindelijk volledig in dienst gesteld. Echter, nog begin jaren 1950 landden in de winter grote vliegtuigen zoals de Pe-2 en de MiG-15bis SP-2 Korsjoen nog op de Pevekbocht bij de stad.
In 1957 werd de startbaan gemoderniseerd nadat twee jaar eerder een luchtverbinding was opgezet tussen Pevek en Magadan, waar Tsjoekotka tot 1991 toe behoorde. Ten oosten van de luchthaven ontstond het plaatsje Apapelgino, waar ondersteunende voorzieningen werden gevestigd en waar het luchthavenpersoneel kwam te wonen. Tussen 1959 en 1961 werd een weg aangelegd tussen de luchthaven en Pevek met een brug over de Apapelginrivier naar de luchthavenplaats. In 1960 werden een aantal luchthavens bestuurlijk samengevoegd, waarbij ook de vliegveldjes bij Baranicha, Bilibino en Aliskerovo onder de jurisdictie van de luchthaven Pevek werden geplaatst. In 1963 werd de burgerluchtvaartdienst Tsjaoenski (Чаунский объединенный авиаотряд) opgezet rond Pevek en kon de luchthaven beginnen met de aanschaf van eigen vliegtuigen voor het uitvoeren van vluchten binnen Tsjoekotka. Begin jaren 1960 waren reeds een tweetal helikopters (Mi-1 en Mi-4) en vier An-2 en Li-2's aangeschaft voor dit doel. In 1964 werd de Li-2 ingewisseld voor Mi-6's, toen de modernste helikopter van de Sovjet-Unie. Deze werden ook in andere delen van de toenmalige oblast Magadan ingezet, onder andere bij de bouw van de waterkrachtcentrale Kolymskaja GES. Vanaf 1970 werd er ook met Mi-8's gevlogen vanaf Pevek en in 1974 werd begonnen met het opzetten van luchtvaartdiensten met Jak-40-vliegtuigen.
Eind jaren 1970 werd een grote modernisering doorgevoerd in de luchthaven in het kader van het tiende vijfjarenplan (1976–1981), waarbij de startbaan en de energievoorziening onder handen werden genomen, een lichtsignaalsysteem en nieuwe navigatieapparatuur werd geïnstalleerd. In 1980 werd vanuit de luchthaven een ijspatrouilledienst opgezet. In hetzelfde jaar werd een testvlucht ondernomen met een An-24 tussen Magadan en Pevek.
In 1996 werd de luchthaven een afdeling van Chukotavia.

## Startbaan
De startbaan bestaat uit een betonnen plaat van 2500 bij 42 meter op een verhard gedeelte aan de kust van de Tsjaoenbaai, dwars op het mondingsgebied van de rivieren Kleine Ergyvejem en Apapelgin in deze baai. De baan is geschikt voor vliegtuigen tot 100 ton, waaronder de Tu-134, Tu-154, Tu-204, Jak-40 en met beperkingen aan het gewicht ook voor alle vliegtuigen van de types An-12, An-24, An-26, An-74, Il-18 en Il-76.
Aan het noordoostelijke uiteinde van de startbaan bevindt zich het instrument landing system en aan de oostzijde het radarstation. Ten zuidoosten daarvan, ongeveer halverwege de startbaan, bevindt zich het terminalgebouw.

## ETOPS
Luchthaven Pevek vormt een uitwijkluchthaven voor tweemotorige langeafstandsvliegtuigen zoals de Airbus A300, Airbus A310, Airbus A330, Boeing 757, Boeing 767 en de Boeing 777 op de transpolaire vluchten nr. 3 en nr. 4 tussen Azië (Hongkong en New Delhi) en Noord-Amerika (New York en Vancouver). Volgens de richtlijnen van ETOPS moeten tweemotorige vliegtuigen een uitwijkmogelijkheid hebben op 180 tot 207 minuten vliegen, wat in Rusland neerkomt op de luchthavens Tsjoelman (Zuid-Jakoetië), Salechard (Jamalië), Norilsk (West-Tajmyr), Pevek, Poljarny (West-Jakoetië), Jakoetsk (Midden-Jakoetië), Mirny (Zuidwest-Jakoetië), Bratsk, Irkoetsk, Chatanga (Oost-Tajmyr) en Tiksi (Noord-Jakoetië).